# 学習院高等科 (旧制)
| 学習院高等科 | 学習院高等科       |
| ------------ | ------------------ |
| 創立         | 1877年（明治10年） |
| 所在地       | 東京府             |
| 初代校長     |                    |
| 廃止         | 1950年（昭和25年） |
| 後身校       | 学習院大学         |
| 同窓会       |                    |

旧制学習院高等科（きゅうせいがくしゅういんこうとうか）は、東京都豊島区にあった学習院学制に基づく教育機関で、現在の学習院大学の母体となった教育機関である。

## 概要
1877年（明治10年）、主に華族の子弟のための学校として東京に開校された、140余年の歴史を有する伝統・名門校。1947年（昭和22年）に宮内省（現：宮内庁）の管轄を離れ、私立学校として新たに発足した。財団法人学習院を経て、1951年（昭和26年）に学校法人学習院となり、現在に至る。
この際、旧制学習院高等科は学習院大学の母体として改組されたが、名称を同じくする現存の（新制）学習院高等科は旧制学習院中等科を母体としており、教育機関としては別ものである。

## 沿革

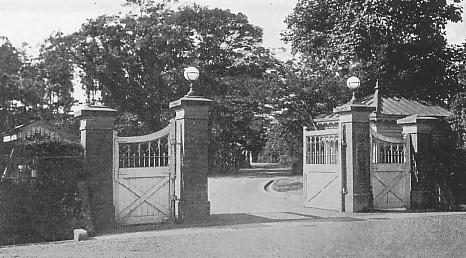
学習院（1933年）

- 1877年（明治10年） 華族学校学則制定。神田錦町にて開業式を挙行し、天皇皇后親臨、勅諭・令旨を賜わり、改めて「学習院」の勅額を下賜される。
- 1884年（明治17年） 宮内省所轄の官立学校となる。
- 1888年（明治21年） 学習院は麹町区三年町（虎ノ門）の旧工部大学校跡に移転する。
- 1890年（明治23年） 四谷区尾張町に移転する。
- 1908年（明治41年） 東京府北豊島郡下高田村（目白）に移転する。
- 1919年（大正08年） 学習院の高等学科を高等科に改める。
- 1921年（大正10年） 文部省令第27号により、学習院高等科卒業生は大学入学の関係について高等学校高等科卒業生と認められる。
- 1945年（昭和20年） 学習院・女子学習院に関する官制廃止される。
- 1947年（昭和22年） 財団法人学習院による新しい経営が始まり、学習院は一体として私立学校となる。
- 1949年（昭和24年） 旧制学習院高等科を母体に学習院大学が創設される。
- 1950年（昭和25年） 旧制学習院高等科廃止。

## 出身者
- 東伏見慈洽 - 僧侶・旧皇族、戦前に臣籍降下。香淳皇后の弟
- 近衛秀麿 - 指揮者・作曲家
- 甘露寺受長 - 侍従次長、大正天皇、昭和天皇の二代に仕える
- 徳川家正 - 徳川宗家第17代目、貴族院議長、駐トルコ・カナダ大使
- 木戸幸一 - 内大臣
- 原田熊雄 - 貴族院議員、西園寺公望秘書
- 織田信恒 - 貴族院議員
- 細川護貞 - 近衛文麿首相秘書官、永青文庫理事長
- 有馬頼寧 - 農林大臣
- 岡部長景 - 文部大臣
- 吉田茂 - 内閣総理大臣
- 松平恒雄 - 宮内大臣、駐米大使、外務次官
- 松平慶民 - 宮内大臣、改称後宮内府長官
- 斎藤博 - 駐米大使、旧制日本中学から入学
- 武者小路公共 - 駐独大使。武者小路実篤の兄。武者小路公秀の父
- 愛新覚羅溥傑 - 清王朝（清帝国）第12代皇帝宣統帝皇弟
- 李玖 - 李氏朝鮮（旧朝鮮王家）第28代宗家
- 南郷茂章 - 海軍少佐 / 日華事変（日中戦争）のヒーロー、1938年7月戦死、旧制高等科中退 → 海兵
- 犬養健 - 法務大臣
- 加藤泰通 - 式部官、侍従
- 吉田清風 - 貴族院子爵議員
- 北条雋八 - 貴族院子爵議員、参議院議員
- 加納久朗 - 千葉県知事
- 久松定武 - 愛媛県知事
- 鍋島直紹 - 科学技術庁長官、佐賀県知事
- 伊江朝雄 - 北海道開発庁長官、沖縄開発庁長官
- 田英夫 - 参議院議員
- 徳川義親 - 尾張徳川家第19代目、狩猟家、「革新華族」。松平春嶽の子
- 徳川義寛 - 侍従長。尾張徳川家分家徳川義恕の子
- 入江相政 - 侍従長、随筆家
- 浜尾実 - 東宮侍従、教育評論家
- 磯村尚徳 - 元ニュースキャスター、元パリ日本文化会館館長
- 竹内良一 - 俳優
- 橋口収 - 国土事務次官、大蔵省主計局長。入省同期に角福戦争での高木文雄
- 安田一 - 安田生命保険会長
- 弘世現 - 日本生命保険会長
- 五島昇 - 東京急行電鉄社長、日本商工会議所会頭
- 永山武臣 - 松竹会長
- 松方三郎 - 登山家、共同通信社専務理事、ボーイスカウト日本連盟総長
- 志賀直哉 - 小説家
- 武者小路実篤 - 小説家
- 里見弴 - 小説家
- 柳宗悦 - 民藝運動創始者
- 土方与志 - 劇作家
- 長與善郎 - 小説家
- 正親町公和 - 小説家
- 三島由紀夫 - 小説家
- 吉村昭 - 小説家
- 瀬川昌治 - 映画監督
- 坊城俊民 - 国文学者、教育者
- 坊城俊良 - 式部次長、掌典次長
- 坊城俊周 - 宮中歌会始披講会会長、実業家。坊城俊良の四男
- 坊城俊賢 - 全国米菓協同組合連合会理事長、貴族院男爵議員。坊城俊章の五男
- 多久龍三郎 - 貴族院男爵議員、昭和天皇の御学友。多久鍋島家13代当主
- 大岡忠綱 - 鈴木貫太郎内閣・陸軍参与官
- 大森佳一 - 岡田内閣の内務政務次官
- 大海原重義 - 内務官僚。山梨県知事、京都府知事
- 大久保利謙 - 日本史学者
- 信夫清三郎 - 日本史学者
- 島津久厚 - 第23代学習院院長
- 井原高忠 - 日本テレビプロデューサー
- 田中薫 - 神戸大学名誉教授
- 山縣有信 - 矢板市長、山縣有朋の曾孫
- 小山三郎 (技師) - 台湾総督府鉄道部の技師
- 三島弥彦 - 日本初のオリンピック代表選手
- 安藤直雄 - 安藤宗家18代当主、華族、貴族院男爵議員
- 外山光庸 - 華族、貴族院子爵議員
- 宮原旭 - 航空機技術者、華族
- 宗武志 - 麗澤大学学監、貴族院議員
- 山内豊政 - 貴族院男爵議員。南邸山内家3代当主
- 秋元春朝 - 華族、貴族院子爵議員
- 高橋是賢 - 華族、貴族院子爵議員。高橋是清の長男
- 今園国貞 - 文学研究者、華族、貴族院男爵議員
- 東園基光 - 官選富山県知事、貴族院子爵議員
- 井伊直方 - 華族、貴族院子爵議員
- 秋田一季 - 旧三春藩主家秋田氏第15代当主。三春町名誉町民
- 三島通陽 - 小説家、演劇評論家、子爵、貴族院議員、参議院議員、文部政務次官
- 仙石久英 - 政治家、華族、貴族院子爵議員
- 広幡忠隆 - 逓信官僚、政治家、華族、皇后宮大夫
- 伊藤博邦 - 逓信官僚、政治家、華族、皇后宮大夫
- 伊東二郎丸 - 政治家、華族、貴族院子爵議員
- 佐佐木行忠 - 神社本庁統理、國學院大學理事長・学長、華族、侯爵、貴族院議員
- 上野景福 - 英語学者、東京大学・昭和女子大学名誉教授
- 内藤政光 - 考古学者、政治家、華族、貴族院子爵議員
- 甘露寺受長 - 東宮侍従・侍従次長、華族、明治神宮宮司
- 若王子文健 - 政治家、華族、貴族院子爵議員
- 津軽義孝 - 旧弘前藩 津軽家第14代当主。正仁親王妃華子の父
- 小林鳴村 - 戦前に活躍した写真家
- 七条光明 - 政治家、華族、貴族院子爵議員
- 後藤一蔵 - 実業家、伯爵、貴族院伯爵議員。後藤新平の長男
- 岡部長景 - 外交官、政治家、子爵
- 赤松小寅 - 内務・警察官僚、官選府県知事
- 島津忠秀 - 水産学者、切手収集家
- 中浜博 - 心臓外科医、元聖霊病院（名古屋）院長。ジョン万次郎の直系の子孫（4代目）
- 北島貴孝 - 出雲大社北島国造家第77代当主、政治家、華族、貴族院男爵議員
- 和田昭允 - 生物物理学者、東京大学名誉教授、理化学研究所名誉研究員
- 紀俊秀 - 実業家、日前神宮・國懸神宮宮司、貴族院議員
- 鷹司信輔 - 鳥類学者、日本鳥学会会長、公爵、貴族院議員、明治神宮宮司
- 六角英通 - 昭和期の電気工学者、政治家、華族、貴族院子爵議員
- 牧野一成 - 政治家、華族、貴族院子爵議員
- 山縣三郎 - 内務・朝鮮総督府・台湾総督府官僚、官選栃木県知事
- 石川成秀 - 宮内官、政治家、華族、貴族院子爵議員
- 田中薫 - 地理学、経済地理学者、神戸大学名誉教授、子爵
- 藤大路親春 - 奈良華族、貴族院男爵議員
- 橋口収 - 大蔵官僚、初代国土事務次官、公正取引委員会委員長、広島銀行頭取などを歴任
- 風間眞一 - 実業家、銀行家
- 山根健男 - 政治家、華族、貴族院男爵議員
- 黒田美治 - カントリー・ウエスタン歌手。男爵黒田一義の孫
- 酒井忠克 - 宮内官僚、政治家、華族、貴族院伯爵議員
- 橋本実斐 - 農商務官僚、政治家、華族、貴族院伯爵議員
- 清棲幸保 - 鳥類学者、宇都宮大学教授、正五位
- 板倉勝宣 - 日本登山界草創期に活躍した登山家、山岳地におけるスキー利用の先駆者
- 京極高備 (子爵) - 実業家、政治家、華族、貴族院子爵議員
- 毛利元良 - 政治家、華族、貴族院男爵議員
- 松平乗統 (子爵) - 宮内官、政治家、華族、貴族院子爵議員
- 松平忠禎 - 陸軍軍人、政治家、華族、貴族院子爵議員
- 徳川慶久 - 政治家、公爵
- 北小路三郎 - 宮内官、政治家、華族、貴族院子爵議員
- 北小路功光 - 歌人、戦前は子爵。母は歌人の柳原白蓮
- 明石元長 - 実業家、政治家、華族、貴族院男爵議員
- 内藤頼博 - 子爵、名古屋高裁長官、多摩美術大学学長、学習院長